# Pseudobahia heermannii
Pseudobahia heermannii là một loài thực vật có hoa trong họ Cúc. Loài này được (Durand) Rydb. miêu tả khoa học đầu tiên năm 1915.